# 威洛福克鎮區 (密蘇里州莫尼托縣)
威洛福克鎮區（英語：Willow Fork Township）是位於美國密蘇里州莫尼托縣的一個行政鎮區。

## 地方資料
威洛福克鎮區的面積為132.69平方千米，當中陸地面積為132.25平方千米，而水域面積為0.44平方千米。根據2020年美國人口普查的數據，當地共有人口3504人，而人口密度為每平方千米26.41人。